# 山下事件
山下事件（やましたじけん）は、1984年に神奈川県横浜市で発生した女性変死事件である。難病を患う妻を扼殺したとして起訴された被告人について、被害者の死因が他殺であるか病死であるかが争われたが、その際に4人の鑑定人によって行われた法医鑑定の結果がいずれも食い違ったことが注目された。事件から3年8か月後に横浜地裁での一審無罪が確定し、事件は冤罪と認められた。

## 発端
1984年3月23日の朝5時、神奈川県横浜市に在する団地の自室で会社員のA（当時45歳）が目を覚ますと、隣で寝ていたはずの妻（当時44歳）が布団の中で死亡しているのを発見した。Aの妻は長らく難病である特発性拡張型心筋症を患っており、1982年の時点で主治医からは余命4、5年という宣告を受けていた。

### 第1の鑑定（稲村鑑定）
妻の死をAから知らされた近隣住民の通報を神奈川県警旭警察署は変死体発見届として受理し、妻の遺体はAの承諾を得て同署で行政解剖に付されることとなった。同日に旭署に移された遺体は、最初に横浜市立大学医学部法医学教室助手である県警監察医の稲村啓二によって死因の鑑定が行われた。この際に稲村は遺体の眼球付近に溢血点（いっけつてん）を認め、さらに各臓器の軽度のうっ血と心内血の暗赤色流動性も確認している。遺体には以上の急性窒息死の三大特徴がすべて現れており、加えて右鎖骨付近の筋肉には内出血も認められたため、稲村は死因を病死ではなく頸部圧迫による他殺と断定した。

#### 外表所見
事件当日に稲村が作成した死体検案報告には、溢血やうっ血を除いて「特記すべき所見はない」と記載され、扼痕（やくこん　加害者の手や指による圧迫痕）についての記載もない。解剖に立ち会った警官の報告書でも、「頸部には肉眼で見る限り扼こん等は見当たらない」とされている。さらに、稲村は同年10月に開かれた日本法医学会関東地方会で、この解剖例を『殆ど皮膚に異常を認めなかった扼殺二例』と題して紹介している（この学会発表の抄録にも、「頸部皮膚には肉眼的には特記すべき所見はない」とある）。稲村は、扼殺であるにもかかわらず遺体に扼痕が認められない理由を、シーツの上から扼殺されたためと説明している。

### 事件化
稲村の死体検案報告を受けた旭署は、現場に外部から侵入の形跡がなかったことから、妻殺害の容疑でAに対する取調べを3月23日昼過ぎから開始した。当初Aは調べに対し容疑を否認していたが、警察官の「この家は父親と息子の2人暮らしだから、父親がやっていないというなら犯人は息子だ。息子を逮捕しろ」との言葉を聞き、中学2年生の息子が取調べを受けることを恐れて、同日17時頃に妻の殺害を自白した。

## 裁判
Aは4月15日に殺人罪で横浜地裁へ起訴された。しかし、国選弁護人として横浜弁護士会から選任された弁護士の松本素彦に対し、Aは捜査段階での自白を翻し、妻の死は病死であると訴えた。
当初、この否認事件が法医解剖で他殺と断定されていることに松本は戸惑った。しかし、元薬剤師である松本の妻がAの妻のカルテを分析したところ、Aの妻が心筋症の治療のために常用していたワーファリンの抗凝固作用が、頸部の筋肉内出血の原因となった可能性があることが判明した。妻の見立てに自信を得た松本は8月から弁護を私選へ切り替え、6人の同僚とともに弁護団を結成した。弁護側は、稲村鑑定の信用性を打ち崩し、重ねて独自に死因を再鑑定することをその戦術とした。

### 第2の鑑定（木村鑑定）
弁護側の再鑑定依頼に応じて1985年6月に法廷へ意見書を提出したのは、弘前大学教授夫人殺人事件や松山事件の再審鑑定で名が知られていた、千葉大学医学部法医学教室教授の木村康であった。木村は、検察側が主張するような犯行様態では必ず扼痕が生じるはずであり、頸部表皮に何ら異常がない本件は扼殺とするには矛盾がある、と法廷で証言した。稲村鑑定において扼殺の根拠とされた頸部筋肉内出血については、事件前夜にAの妻が息子に肩もみをされていたとの情報から、ワーファリンによる出血傾向と肩もみの外的刺激が重なった結果である可能性がある、とした。最終的に木村は、Aの妻の死因は心筋症による突然死と考えるのが妥当、と結論した。

#### 稲村の反論
死因を病死と鑑定した木村に対して稲村は、以前までの鑑定では一切触れていなかった遺体の扼痕について、Aが公判で否認して初めて「頸部正中やや右側に5×4センチの圧迫痕ととれる皮膚の蒼白部分を認める」と主張するようになった。しかし、弁護側の追及に対して稲村は、「扼痕らしいと判断しました。しかし、そのらしいというのも確率的には50%以上です」などと証言して断定を避け続けたため、審理ではやはり扼痕はないものとして扱われた。
筋肉内出血の原因を肩もみとする主張に対しては、Aの妻が日常的に肩もみをされていたならば陳旧な出血がみられるはずであるのにそれがなく、肩もみの際に皮膚に押し込められるはずの親指の痕もみられない、としてこれに反論した。

### 第3の鑑定（石山鑑定）
扼殺を主張する検察側鑑定と、病死を主張する弁護側鑑定の対立を受けて、裁判長の和田保は職権で第三者に再鑑定を命じると決定した。そして裁判所から死因の再鑑定を依頼されたのが、東京大学医学部法医学教室教授の石山昱夫である。
依頼を受けて1986年5月に作成された鑑定書のなかで、石山は遺体頸部の外表所見について、「蒼白帯状が右前頸部にみとめられ、この上縁で正中に近い部位には明瞭な線状表皮剥脱とみられる部位が存在するほか、数か所にも表皮の粗糙とみられる部位が認められる」「この部分を手掌面などの作用面積の広い鈍体によって圧迫されたものと看做すことができる」として、それまで争点とされていなかったはずの扼痕の存在を明確に認め、加えて他殺の証明である吉川線も存在するとした。
扼殺にしては筋肉内出血の位置が下過ぎる、と疑念を唱えていた木村にも反論して、頸部圧迫により筋組織が平行に移動したために、出血部位が扼頸のあった場所からずれたのだと反論した（ただし石山本人も、圧迫部位からずれた場所だけに出血が起こった事例は、実際にも文献上にも見たことがない、と認めている）。石山は、Aの妻は頸部圧迫により殺害されたと鑑定したが、直接の死因は窒息ではなく、反射性の心機能低下によるショック死であるとした。
さらに石山は、死因を病死と鑑定した「木村氏の鑑定における基礎的な心構えは、専門家のそれとは到底考えられぬ程度の無責任なもの」であり、剖検もせず遺体写真も軽視して大雑把な観察のみにとどまった木村鑑定は「法医学者として断じて許さるべきではない」として、厳しく批判した。また、原鑑定人の稲村についても石山は「法医学者のイロハも知らない」「こんな程度の現場検証を行なってすむならば、医師が立ち合うことは無意味」と酷評している。石山によれば、稲村は当初見落とした扼痕を後になって発見したのだが、それを法廷では見栄を張って当初から扼痕を認めていたと証言したがために、弁護側の反論を許すことになったのだという。

#### 弁護側の反論
鑑定書の中で石山は、前半では「みられる」「みられなくはない」と曖昧にしか表現していなかった粗糙部の存在を、結論部分では明らかに存在するものとして言い換えている。弁護側は石山のこの主張を、単なる可能性を何の根拠もなく事実に昇格させる論法は砂上の楼閣に過ぎない、と批判している。
加えて弁護側は、手掌面などによる圧迫による殺害とした石山鑑定について、殺意を持って人の首を絞める方法が掌での圧迫であるとの認定は不自然であると反論している。事実石山が主張するような犯行様態はAの供述には現れていないが、石山はこれについて、犯行は無我夢中で行われたとして、犯行様態に関するAの自白に信用性はない、と述べている。弁護側はこれを、自身の鑑定に都合のよい部分のみを採用し、都合の悪い部分を否定する「自白のつまみ食い」であると批判している。

### 第4の鑑定（内藤鑑定）
石山による再鑑定を受けて、弁護団には新たに、石山を「天敵」と称する佐藤博史が弁護人として加わった。そして、佐藤の推薦によって弁護側がさらなる再鑑定を依頼したのが、藤田学園保健衛生大学医学部法医学教室教授にして警察大学校講師である内藤道興であった。
同年12月に提出した鑑定で内藤は、原資料とその写真を検討した結果、「頸部外表には扼頸的な作用の加えられたとみなければならないような所見はまったくなく」、筋肉内出血についても「内因性の急死、なかんずく呼吸困難を伴う急性死に際しても生じ得る」とした。他殺の可能性を完全に否定した内藤はさらに、遺体にみられる咽頭粘膜の強い浮腫と蕁麻疹様の皮膚の変色から判断するに、Aの妻はワーファリンに対する薬剤アレルギーから心不全に陥り死亡した、と結論付けた。
内藤はさらに、遺体前胸部から右肩にかけての蒼白部は敷布団に圧迫された痕であり、前胸部の溢血点は遺体がひっくり返された際に消失した死斑の名残りであるとして、遺体が長時間うつ伏せであったことを示す所見はAの遺体発見の状況説明とも一致するとした。また、石山が発見したとする吉川線については、通常それが現れるのは紐などを使用した絞殺体であり、扼殺体の場合には爪痕は自身の頸よりもむしろ加害者の手に生じるはずであるが、Aの手は無傷であったと反論した。また、頸の「線状表皮剥脱」自体についても、形成直後であれば乾燥しているはずの表皮剥脱に乾燥がみられないため、それは治りかけの古傷に過ぎない、とも主張した。
その他に内藤は、稲村鑑定について「全般的に緻密さに欠け、特に重要な心臓の所見についての記載は著しく乏しく、病理組織検査も実施されていない」「死者に対する冒涜と言われても弁解のしようがあるまい」として石山と同じく酷評し、木村鑑定についても、ワーファリンによる出血傾向と肩もみの刺激を結び付けるのは短絡的な誤り、と批判している。

#### 石山の反論
遺体の所見はうつ伏せ状態にあったことを示しているとの内藤の主張に対し、石山は、遺体にあるような蒼白部は硬い板のような物に圧迫された場合には生じるが、布団のように柔らかいものによっては生じないと語り、溢血点を死斑の名残りとする説に対しても、遺体発見から2時間後の現場検証では死斑は前胸部に認められなかったのであり、たった2時間で前面の死斑が背面へ移動することはあり得ない、と反論している。そして石山は内藤の主張を否定し、右前胸部の蒼白部は、遺体の右半身が左半身よりも高い位置にある姿勢で仰向けになっていたためである、とした。また、自身が発見した吉川線を、内藤が古いものであるとした点についても、表皮剥脱は頸部皮膚の弛みに隠れていたために乾燥しなかったのだと述べ、その周囲に早期の生活反応とみられる軽度の発赤もある、と反論している。

### 写真鑑定（石川鑑定）
鑑定人らによってその有無が激しく争われた遺体の扼痕については、裁判長が法廷にルーペを持ち込んで遺体写真を観察するほどに不鮮明なものであった。そのため弁護側は写真の専門家に扼痕の有無の鑑定を依頼することにし、東京工芸大学工学部写真工学科助手の石川和夫に画像解析を依頼した。
弁護側は、遺体の頸部写真に石山が発見したとする扼痕を彼自身の手で書き込ませ、写真上のその3点が本当に扼痕であるかどうかの鑑定を石川に依頼した。石川はその写真における光の三原色の割合と明度をコンピュータで解析した結果、石山が指摘した3点の他にも、それらと三原色の割合と明度がほぼ同じ部分が4か所、写真上には存在する、と1987年3月に鑑定した。そして石川は、それらの点が扼痕でなく単なる色素の沈着であるとは積極的には言えないものの、扼痕であるとすれば写真のようにそれらが一直線上に7か所も存在することは考えにくい、と結論した。

### 結審
3年以上継続した審理も終結し、1987年7月に検察側は論告求刑でAに懲役8年を求刑した。しかし、この論告は25分で終了するなど、弁護側の印象によれば検察側は戦意喪失に近い状態であり、対する弁護側には、山田洋次や田村高廣といった映画人など200人が裁判所に対して慎重審理を求める署名を送るなど、支援の声が集まっていた。
事件から3年8か月後の1987年11月10日、横浜地裁刑事第二部はAに対して無罪判決を言い渡した。争点とされた扼痕の有無については「頸部外表所見からみて、その頸部に何らかの外力が加わったと認められる、明らかな痕跡は存在しない」としてこれを否定し、Aの自白についても任意性は認めたものの、内容と現場の状況が食い違い、動機も薄弱であるとして信用性は否定された。判決は概ね内藤鑑定に依拠したが、鑑定人の間で意見の割れた筋肉内出血については、稲村鑑定には信が置けず、木村鑑定にも無理があり、石山鑑定は不自然であり、内藤鑑定にも疑問の余地があり、つまりは結局よく分からない、との結論に終わった。最終的には、被害者の死因を他殺と認めるには合理的な疑いがあることが無罪の理由とされた。
同月18日に検察側は控訴を断念し、Aの無罪は確定した。判決後、Aは解雇されていた会社に復職し、1日当たり6800円の刑事補償を3年8か月分受け取った。

## 鑑定人らのその後
判決後にジャーナリストの江川紹子が鑑定人らに申し入れたインタビューに対し、内藤は「誤った法医学鑑定のために無実の人を罰することを防げて、私もホッとしています」と語った。一方の石山は「判決は誤っているが、だからといって法医学には何の影響もない」「控訴断念は、法医学の問題とは無関係」として、なおも自信を崩さなかった。
インタビューを快諾した内藤と石山とは対照的に、稲村は「今のマスコミは左に偏向している。どこの社も同じだ。そういうマスコミの人間には、私は一生会うつもりはありません」として、これを拒絶した。しかし、判決から6日後の11月16日にテレビ朝日系列のワイドショー『こんにちは2時』で放送されたインタビューでは、稲村は「私の鑑定には間違いはないと思っております。今でも100%」「日本でナンバーワンの、一番権威ある東大の先生がああいう判断をしてくれたのに、裁判所が取り入れてくれなかったのは、非常に遺憾です」と述べている。

### 石山への抗議
その後も石山は「山下事件の感想は、裁判官が不勉強」と語り、「東大教授としてのメンツ」をかけて事件の再検討も行った。石山は、1人の鑑定人（内藤）を除いて頸部筋肉内出血に外因が認められており、1人の鑑定人（木村）を除いて肩もみによる出血が否定されており、1人の鑑定人（内藤）を除いて薬剤アレルギーによる出血も否定されているこの事件について、無罪判決が出されたのは結局裁判官の予断に過ぎない、と事件を総括した。
1988年2月に出版された著書『法医鑑定ケーススタディ』においても、石山は事件について「著者が懸念していたように、この事件は、昭和62年11月10日の横浜地方裁判所で無罪となった」「少なくとも法医学関係では、この判決は容認できないものを数多く含んでいる」と述べ、確定判決に対する不服を表明した。
山下事件以外に、松山事件や財田川事件などの著名な冤罪事件についても、その再審判決への不服を表明しているこの著書に対し、「不十分な見聞や予断によって合理的な根拠もないままに無罪判決を批判。元被告をあたかも有罪または灰色であると思わせるような記述があり、極めて不当」「関係者の名誉と人権を侵害している」として、Aとその弁護人らは、松山・財田川両事件の元被告人ら、弁護人らと連名の公開質問状を同年10月7日に石山へ発送した。これについて石山は、「私は、無罪の人は完全無罪を証明されるべきだとの考え方に立ち、鑑定はあいまいに終わってはならない、少なくともこういう点を明らかにすべきだったと提言したに過ぎない」「謝罪などは考えていない」と述べている。
著書の中で、再審鑑定を「偏向的傾向を持った鑑定があるのは寒心に堪えない」と批判した石山に対し、弁護人の一人小島周一はこれを逆用して、被告人を狙い撃ちにする企図を持った「偏向的傾向を持った鑑定があるのは寒心に堪えない」と、さらに批判している。